# David Pirner
David Anthony "Dave" Pirner, född 16 april 1964 i Green Bay, Wisconsin är en amerikansk låtskrivare och sångare. David Pirner är kanske mest känd som frontfigur i bandet Soul Asylum (bildades 1983). Bandet fick en hitlåt "Runaway Train" som släpptes 1993.
Pirner flyttade till Minneapolis i Minnesota då han var 17 år. Han lärde sig att spela trummor. Som 20-åring började Pirner sin karriär som trummis med ett punkband som het Loud Fast Rules, tillsammans med Karl Mueller (basgitarr) och Dan Murphy (gitarr). När Pirner bytte till att sjunga och spela rytmgitarr, gick Pat Morley med på trummor. Morley ersattes senare av Grant Young, och bandet bytte namn till Soul Asylum. Efter att ha turnerat i USA i ett antal år samlade de en kultföljd av fans, men nådde inte riktigt kommersiell framgång. Pirner var då bandets låtskrivare och han producerade albumet The Coup De Grace, av det Minneapolis-baserade metalbandet The Coup de Grace 1990.
Soul Asylum uppnådde kommersiell framgång och synlighet på MTV och VH1 med singeln "Runaway Train" från 1993, följt av ytterligare en hitlåt, "Black Gold"; båda från bandets album Grave Dancers Union. När Soul Asylum växte i popularitet sågs Pirner gästande på album i olika genrer, inklusive artister som Paul Westerberg, Jason Karaban, Mike Watt, The Autumn Defense och Victoria Williams. Hans vilda utseende och blonda dreadlocks gjorde intryck på både fans och kritiker, vilket gjorde Pirner lätt att känna igen och associera bandet med grungescenen.
2002 släppte Pirner sitt första soloalbum med titeln Faces & Names på skivbolaget Ultimatum Music. Han bidrog också med gästsång på låten "Chillout Tent" i The Hold Steadys studioalbum Boys and Girls in America från 2006.
Pirner bidrog på spåret "Whole World Watching" av Within Temptation på deras album från 2013, Hydra.